# I Zbór Kościoła Ewangelicznych Chrześcijan w Łodzi
I Zbór Kościoła Ewangelicznych Chrześcijan w Łodzi  – ewangeliczna wspólnota chrześcijańska, należąca do Kościoła Ewangelicznych Chrześcijan, mająca siedzibę w Łodzi, przy ul. Grunwaldzkiej 1.

## Charakterystyka
I Zbór w Łodzi jest częścią Kościoła Ewangelicznych Chrześcijan, należącego do rodziny wolnych kościołów protestanckich. 

## Działalność
Nabożeństwa odbywają się w każdą niedzielę o godzinie 10.00. Charakteryzują się one prostą formą i składają się z kazań opartych na Biblii oraz wspólnego śpiewu i modlitwy. W czasie niedzielnych nabożeństw odbywają się zajęcia Szkoły Niedzielnej dla dzieci. Zbór prowadzi również spotkania studium biblijnego oraz angażuje się w działalność społeczną. Współpracuje z innymi kościołami i organizacjami o charakterze ewangelicznym. Zbór prowadzi placówkę w Głownie.
Pastorem Zboru jest Jan Puchacz. Działalnością Wspólnoty kieruje Rada Zboru (w której skład wchodzi m.in. pastor). Najwyższym organami Zboru jest Ogólne Zebranie Członków. Dokonuje ono między innymi wyboru pastora oraz członków Rady Zboru.